# Maria gråter
Maria gråter, original titel: Maria tjierrasis, är en lulesamisk psalm vars text är skriven på lulesamiska av Kurt Tore Andersen och översatt till svenska av Valborg Mangs Märak. Musiken är skriven av Oddmund Paulsen enligt en folklig tradition. Psalmen finns på både samiska och svenska i Psalmer i 2000-talet.
Psalmtexten har tre verser och är inspirerad av Læstadius predikan på påskdagen 1853, tredje betraktelse. Predikan har publicerats i svenska Postilla nr 26A (1985), norska Prekensamling II nr 195 (1984), i finska Postilla I-I nr 437 (1964) och Saarnat I-III nr 104 (1988).
Psalmen publicerades första gången i den lulesamiska psalmboken Julevsáme sálmmagirjje, som gavs ut på Verbum Förlag 2005, som en påskpsalm med nr 97.
| Lulesamisk text | Svensk text |
| --- | --- |
| Maria, tjierrasis, gadnjalijs, ij surgos dåbdå das suv. Sån le gal tjábbat dal hållamin, le Hærrá tjuodtjelam dal. De tjiero, Maria, tjieruda, gå i vuojne Hærrá mån lev. Mån lev ham Jesus, guht´ hållamin. I gus dån dåbbdå das´ muv? | Maria gråter, hon känner ej Sin vän vid Mästarens grav. Han säger stilla att Herren Krist I graven inte är kvar. "Så gråt, Maria, då sorgens gråt Om du inte känner din vän. Jag talar med dig, Maria, hör Min röst, nog känner du den?"         |
| Maria gielas dal dábddå suv gå hoallá lidnásit sån. De maná Maria, giehto dal, le Hærrá tjuodtjelam gal! Ale das', Maria, tieruda! Mån ham Hærrá, tuodtjelam lev! Mån lev ham Jesus, guht´ hållamin. Gal gielas dabdåtja muv.           | Maria lyssnar till Jesu röst, Hans milda stämma så kär. "Så gå, Maria, med bud om tröst Att jag uppstånden nu är. Och gråt ej mera, Maria, hör Att din Herre uppstånden är. Min röst har gett dig ett vittnesbörd: Jag står ju framför dig här." |
| Maria, namás duv gåhttjum lev de håla Petrusij dal, ja giehto ij dasti hávden le! Ja ale tieruda das´ De javla, Maria, Petrusij, de dal Hærrá tjuodtjelam le! Mån lev ham Jesus, guht´ hållamin. Gal dåbddåbihtte dal muv!              | "Maria, du är mitt vittne nu Ty jag har nämnt dig vid namn. Så gå till Petrus med detta bud Att jag i graven ej fanns. Ja gå till Petrus med glädjebud Att hans Herre lever idag. Och gråt ej mera, Maria, nu Din Herre Jesus är jag”.           |

## Översättningar
Psalmen har översatts till flera språk
- På svenska finns den också som nr 370 i Psalmbok utgiven av Den Ursprungliga Apostolisk Lutherska Förstföddas Församling 2014, som påskpsalm. Och även som nr 215 i Norsk salmebok (2013) med svensk och lulesamisk text.
- Engelska (titel: O Mary's weeping), som nr 271 i amerikanska Hymn Book, är denna psalmbok utgiven av Old Apostolic Lutheran Church of America.
- Psalmen har översatts till både finska (titel: Maria itkee) och norsk text (titel: Maria gråter), men har inte publicerats sedan 2022.

## Publicerad som
- Nr 872 i Psalmer i 2000-talet under rubriken "Jesus Kristus - människors räddning".